# FINEBOYS
『FINEBOYS』（ファインボーイズ）は、日之出出版が発行している男子大学生向け月刊ファッション雑誌。毎月9日発売。
キレイめなスタイリングを提案しており、ファッション初心者からの高い支持を得ている。
2018年4月にはweb版、『FINEBOYS Online』をスタート。
関連ムックとして、『おしゃれヘアカタログ』、『FINEBOYS靴』、『FINEBOYS時計』、『FINEBOYS プラス スーツ』などがある。

## 概要
1986年創刊。2019年7月には通算400号を発売した。
男子大学生が主なターゲットで、コーディネートは「きれいめ系」というジャンルに分類される。「リアル・クローズ」というファッション性のある普段着を紹介している。

## 専属モデル
毎年5月〜10月にかけて専属モデルオーディションを開催している。過去には大東駿介、松坂桃李、杉野遥亮などの俳優を輩出。2000人前後の応募があり、国内のモデルオーディションとしてはかなり人気が高い。
現在
- 目黒蓮（Snow Man） (2018年11月号 - ）
- 鈴木志遠 (2020年1月号[1] - )
- 青木悠（2020年1月号[1] - ）
- 佐藤龍我（美 少年 / ジャニーズJr.）（2020年11月号 - ）[2]
- 金田将浩 (2022年1月号[3] - )
- 作間龍斗（HiHi Jets / ジャニーズJr.）（2022年12月号 - ）
- 小島健（Aぇ! group）（2022年12月号 - ）

過去
- FINEBOYS専属モデルオーディション出身者
  - 原田淳史（2006年）
  - 松坂桃李（2008年 - ）
  - 小松準弥（2013年 - ）[4]
  - 日向隆（2015年）[5]
  - 杉野遥亮（2015年12月号 - 2019年12月号）[6]
  - 草野航大（2015年12月号 - 2017年11月号)
  - 小島義雅（2016年12月号 - 2018年12月号)
  - 江本光輝（2016年12月号 - 2017年11月号）[7]
  - 永倉佑樹（2019年2月号[8] - 2020年12月号）
  - 松井健太 (2019年2月号[8] - 2022年3月号)
- その他
  - 大東駿介
  - 川田義宗
  - ジミーMackey（当時 ジャニーズJr. / FIVE）（2000年 - 2006年）[9]
  - 上里亮太（当時 ジャニーズJr. / FIVE）
  - ユージ（2009年 - ）
  - 長谷川純（当時 ジャニーズJr.）（2010年1月号 - 2014年6月号）[10]
  - 中島裕翔（Hey! Say! JUMP）（2012年8月号 - 2017年3月号）[11]
  - 森田美勇人（当時 ジャニーズJr./Love-tune Travis Japan)（2017年8月号[12] - 2018年5月号）
  - ジェシー（SixTONES）（2014年7月号[13] -2020年8月号[14]）
  - 小瀧望 (ジャニーズWEST）（2016年3月号[15] - 2022年10月号）

## 表紙
2010年
| 号                    | 表紙モデル | 備考 |
| --------------------- | ---------- | ---- |
| 2010年3月号（287号）  | 佐藤健     |      |
| 2010年4月号（288号）  | 内博貴     |      |
| 2010年5月号（289号）  | 堂本剛     |      |
| 2010年6月号（290号）  | 亀梨和也   |      |
| 2010年7月号（291号）  | 溝端淳平   |      |
| 2010年8月号（292号）  | 松本潤     |      |
| 2010年9月号（293号）  | 水嶋ヒロ   |      |
| 2010年10月号（294号） | 二宮和也   |      |
| 2010年11月号（295号） | 岡田准一   |      |
| 2010年12月号（296号） | 佐藤健     |      |

2011年
| 号                    | 表紙モデル | 備考 |
| --------------------- | ---------- | ---- |
| 2011年1月号（297号）  | 相葉雅紀   |      |
| 2011年2月号（298号）  | 松阪桃李   |      |
| 2011年3月号（299号）  | 生田斗真   |      |
| 2011年4月号（300号）  | 亀梨和也   |      |
| 2011年5月号（301号）  | 二宮和也   |      |
| 2011年6月号（302号）  | 岡田将生   |      |
| 2011年7月号（303号）  | 錦戸亮     |      |
| 2011年8月号（304号）  | 藤ヶ谷太輔 |      |
| 2011年9月号（305号）  | 櫻井翔     |      |
| 2011年10月号（306号） | 向井理     |      |
| 2011年11月号（307号） | 亀梨和也   |      |
| 2011年12月号（308号） | 大野智     |      |

2012年
| 号                    | 表紙モデル | 備考 |
| --------------------- | ---------- | ---- |
| 2012年1月号（309号）  | 相葉雅紀   |      |
| 2012年2月号（310号）  | 松本潤     |      |
| 2012年3月号（311号）  | 山田涼介   |      |
| 2012年4月号（312号）  | 生田斗真   |      |
| 2012年5月号（313号）  | 亀梨和也   |      |
| 2012年6月号（314号）  | 向井理     |      |
| 2012年7月号（315号）  | 玉森裕太   |      |
| 2012年8月号（316号）  | 佐藤健     |      |
| 2012年9月号（317号）  | 生田斗真   |      |
| 2012年10月号（318号） | 岡田准一   |      |
| 2012年11月号（319号） | 三浦春馬   |      |
| 2012年12月号（320号） | 玉森裕太   |      |

2013年
| 号                    | 表紙モデル | 備考 |
| --------------------- | ---------- | ---- |
| 2013年1月号（321号）  | 亀梨和也   |      |
| 2013年2月号（322号）  | 手越祐也   |      |
| 2013年3月号（323号）  | 三浦翔平   |      |
| 2013年4月号（324号）  | 松阪桃李   |      |
| 2013年5月号（325号）  | 岡田准一   |      |
| 2013年6月号（326号）  | 亀梨和也   |      |
| 2013年7月号（327号）  | 佐藤健     |      |
| 2013年8月号（328号）  | 玉森裕太   |      |
| 2013年9月号（329号）  | 松阪桃李   |      |
| 2013年10月号（330号） | 堂本剛     |      |
| 2013年11月号（331号） | 亀梨和也   |      |
| 2013年12月号（332号） | 藤ヶ谷太輔 |      |

2014年
| 号                    | 表紙モデル | 備考 |
| --------------------- | ---------- | ---- |
| 2014年1月号（333号）  | 岡田准一   |      |
| 2014年2月号（334号）  | 北山宏光   |      |
| 2014年3月号（335号）  | 生田斗真   |      |
| 2014年4月号（336号）  | 中島健人   |      |
| 2014年5月号（337号）  | 亀梨和也   |      |
| 2014年6月号（338号）  | 安田章大   |      |
| 2014年7月号（339号）  | 玉森裕太   |      |
| 2014年8月号（340号）  | 佐藤健     |      |
| 2014年9月号（341号）  | 山田涼介   |      |
| 2014年10月号（342号） | 岡田准一   |      |
| 2014年11月号（343号） | 中島健人   |      |
| 2014年12月号（344号） | 丸山隆平   |      |

2015年
| 号                    | 表紙モデル        | 備考 |
| --------------------- | ----------------- | ---- |
| 2015年1月号（345号）  | 生田斗真          |      |
| 2015年2月号（346号）  | 松阪桃李          |      |
| 2015年3月号（347号）  | 亀梨和也          |      |
| 2015年4月号（348号）  | 藤ヶ谷太輔        |      |
| 2015年5月号（349号）  | 山下智久          |      |
| 2015年6月号（350号）  | 増田貴久          |      |
| 2015年7月号（351号）  | 生田斗真          |      |
| 2015年8月号（352号）  | 亀梨和也          |      |
| 2015年9月号（353号）  | 三浦春馬          |      |
| 2015年10月号（354号） | 山﨑賢人          |      |
| 2015年11月号（355号） | 岡田准一 松坂桃李 |      |
| 2015年12月号（356号） | 玉森裕太          |      |

2016年
| 号                    | 表紙モデル        | 備考 |
| --------------------- | ----------------- | ---- |
| 2016年1月号（357号）  | 中島裕翔          |      |
| 2016年2月号（358号）  | 藤ヶ谷太輔        |      |
| 2016年3月号（359号）  | 中島健人          |      |
| 2016年4月号（360号）  | 三浦春馬          |      |
| 2016年5月号（361号）  | 松阪桃李          |      |
| 2016年6月号（362号）  | 山﨑賢人          |      |
| 2016年7月号（363号）  | 藤ヶ谷太輔        |      |
| 2016年8月号（364号）  | 菊池風磨          |      |
| 2016年9月号（365号）  | 伊野尾慧          |      |
| 2016年10月号（366号） | 宮田俊哉 千賀健永 |      |
| 2016年11月号（367号） | 山田涼介          |      |
| 2016年12月号（368号） | 北山宏光          |      |

2017年
| 号                    | 表紙モデル        | 備考 |
| --------------------- | ----------------- | ---- |
| 2017年1月号（369号）  | 生田斗真          |      |
| 2017年2月号（370号）  | 松阪桃李 菅田将暉 |      |
| 2017年3月号（371号）  | 中島裕翔          |      |
| 2017年4月号（372号）  | 亀梨和也          |      |
| 2017年5月号（373号）  | 山﨑賢人          |      |
| 2017年6月号（374号）  | 玉森裕太          |      |
| 2017年7月号（375号）  | 錦戸亮            |      |
| 2017年8月号（376号）  | 中島健人          |      |
| 2017年9月号（377号）  | 菅田将暉 広瀬すず |      |
| 2017年10月号（378号） | 山田涼介          |      |
| 2017年11月号（379号） | ジャニーズWEST    |      |
| 2017年12月号（380号） | 玉森裕太          |      |

2018年
| 号                    | 表紙モデル                          | 備考                          |
| --------------------- | ----------------------------------- | ----------------------------- |
| 2018年1月号（381号）  | 有岡大貴（Hey! Say! JUMP）          | 専属モデル以外                |
| 2018年2月号（382号）  | 亀梨和也（KAT-TUN）                 | 専属モデル以外                |
| 2018年3月号（383号）  | 小瀧望（ジャニーズWEST）            |                               |
| 2018年4月号（384号）  | 藤ヶ谷太輔（Kis-My-Ft2）            | 専属モデル以外                |
| 2018年5月号（385号）  | KAT-TUN                             | 専属モデル以外                |
| 2018年6月号（386号）  | King & Prince                       | 専属モデル以外                |
| 2018年7月号（387号）  | 新田真剣佑                          | 専属モデル以外                |
| 2018年8月号（388号）  | 伊野尾慧（Hey! Say! JUMP）          | 専属モデル以外                |
| 2018年9月号（389号）  | 重岡大毅（ジャニーズWEST）          | 専属モデル以外                |
| 2018年10月号（390号） | 中島健人（Sexy Zone）               | 専属モデル以外                |
| 2018年11月号（391号） | 小瀧望 & 藤井流星（ジャニーズWEST） | 専属モデルである小瀧望]を含む |
| 2018年12月号（392号） | NEWS                                | 専属モデル以外 / 初表紙       |

2019年
| 号                    | 表紙モデル                 | 備考                          |
| --------------------- | -------------------------- | ----------------------------- |
| 2019年1月号（393号）  | ジャニーズWEST             | 専属モデルである小瀧望を含む  |
| 2019年2月号（394号）  | 菊池風磨（Sexy Zone）      | 専属モデル以外                |
| 2019年3月号（395号）  | 北山宏光（Kis-My-Ft2）     | 専属モデル以外                |
| 2019年4月号（396号）  | 杉野遥亮                   | 初表紙                        |
| 2019年5月号（397号）  | ジャニーズWEST             | 専属モデルである小瀧望を含む  |
| 2019年6月号（398号）  | 玉森裕太（Kis-My-Ft2）     | 専属モデル以外                |
| 2019年7月号（399号）  | 岸優太（King & Prince）    | 専属モデル以外                |
| 2019年8月号（400号）  | Kis-My-Ft2                 | 専属モデル以外                |
| 2019年9月号（401号）  | 重岡大毅（ジャニーズWEST） | 専属モデル以外                |
| 2019年10月号（402号） | 小瀧望（ジャニーズWEST）   |                               |
| 2019年11月号（403号） | 永瀬廉（King & Prince）    | 専属モデル以外                |
| 2019年12月号（404号） | 杉野遥亮                   | 2度目の表紙 / 杉野遥亮 卒業号 |

2020年
| 号                    | 表紙モデル           | 備考                           |
| --------------------- | -------------------- | ------------------------------ |
| 2020年1月号（405号）  | Snow Man             | 専属モデルである目黒蓮を含む   |
| 2020年2月号（406号）  | SixTONES             | 専属モデルであるジェシーを含む |
| 2020年3月号（407号）  | Sexy Zone            | 専属モデル以外                 |
| 2020年4月号（408号）  | 藤井流星             | 専属モデル以外                 |
| 2020年5月号（409号）  | 伊野尾慧             | 専属モデル以外                 |
| 2020年6月号（410号）  | 目黒蓮（Snow Man）   |                                |
| 2020年7月号（411号）  | 目黒蓮（SnowMan ）   |                                |
| 2020年8月号（412号）  | ジェシー（SixTONES） | [ 14 ]                         |
| 2020年9月号（413号）  | ジャニーズWEST       |                                |
| 2020年10月号（414号） | 岸優太               |                                |
| 2020年11月号（415号） | TravisJapan          |                                |
| 2020年12月号（416号） | 平野紫耀             |                                |

2021年
| 号                    | 表紙モデル             | 備考 |
| --------------------- | ---------------------- | ---- |
| 2021年1月号（417号）  | 目黒蓮（SnowMan）      |      |
| 2021年2月号（418号）  | 小瀧望                 |      |
| 2021年3月号（419号）  | 松村北斗               |      |
| 2021年4月号（420号）  | 重岡大毅               |      |
| 2021年5月号（421号）  | 小瀧望 目黒蓮 佐藤龍我 |      |
| 2021年6月号（422号）  | 永瀬廉                 |      |
| 2021年7月号（423号）  | 神山智洋               |      |
| 2021年8月号（424号）  | 渡辺翔太               |      |
| 2021年9月号（425号）  | ジェシー               |      |
| 2021年10月号（426号） | 杉野遥亮               |      |
| 2021年11月号（427号） | 目黒蓮 道枝駿佑        |      |
| 2021年12月号（428号） | 松田元太 松倉海斗      |      |

2022年
| 号                    | 表紙モデル  | 備考 |
| --------------------- | ----------- | ---- |
| 2022年1月号（429号）  | 佐久間大介  |      |
| 2022年2月号（430号）  | 小瀧望      |      |
| 2022年3月号（431号）  | TravisJapan |      |
| 2022年4月号（432号）  | 向井康二    |      |
| 2022年5月号（433号）  | なにわ男子  |      |
| 2022年6月号（434号）  | 神山智洋    |      |
| 2020年7月号（435号）  | 岩本照      |      |
| 2022年8月号（436号）  | 大橋和也    |      |
| 2022年9月号（437号）  | 田中樹      |      |
| 2022年10月号（438号） | 小瀧望      |      |
| 2022年11月号（439号） | 平野紫耀    |      |
| 2022年12月号（440号） | 京本大我    |      |

2023年
| 号                    | 表紙モデル               | 備考 |
| --------------------- | ------------------------ | ---- |
| 2023年1月号（441号）  | 宮舘涼太                 |      |
| 2023年2月号（442号）  | 佐藤龍我                 |      |
| 2023年3月号（443号）  | 目黒蓮（SnowMan）        |      |
| 2023年4月号（444号）  | 渡辺翔太                 |      |
| 2023年5月号（445号）  | Aぇ!group                |      |
| 2023年6月号（446号）  | 松村北斗                 |      |
| 2023年7月号（447号）  | 美 少年（ジャニーズJr.） |      |
| 2023年8月号（448号）  | 目黒蓮                   |      |
| 2023年9月号（449号）  | 岸優太                   |      |
| 2023年10月号（450号） | 渡辺翔太・森本慎太郎     |      |
| 2023年11月号（451号） | 作間龍斗                 |      |

## FINEBOYS専属モデルオーディション
- チャレンジFBモデルオーディション（2006年）
  - グランプリ : 原田淳史
- チャレンジFBモデル2008オーディション（2008年）
  - グランプリ : 松坂桃李[19]
- 2010年
  - 特別賞 : 多和田任益[20]
- 第10回FINEBOYS専属モデルオーディション（2013年）
  - グランプリ : 小松準弥[21]
- 第11回FINEBOYS専属モデルオーディション（2014年）
  - FINEBOYS賞 : 日向隆[5]
- 第12回FINEBOYS専属モデルオーディション（2015年）
  - グランプリ : 杉野遥亮[22]
  - 準グランプリ : 草野航大
- 第13回FINEBOYS専属モデルオーディション（2016年）
  - グランプリ : 該当者なし
  - 準グランプリ : 小島義雅、江本光輝[23]
- 第15回FINEBOYS専属モデルオーディション（2018年）[8]
  - グランプリ : 該当者なし
  - 準グランプリ : 永倉佑樹、松井健太
  - トップコート賞 : 該当者なし
  - レイジブルー賞 : 並木雄大
- 第16回FINEBOYS専属モデルオーディション（2019年）[24]
  - グランプリ : 鈴木志遠
  - 準グランプリ : 青木悠
  - 太田プロ賞 : 鈴木志遠、青木悠
- 第18回FINEBOYS専属モデルオーディション（2021年）
  - グランプリ : 該当者なし
  - 準グランプリ : 金田将浩